# فضيحة تسريبات الفاتيكان
فضيحة تسريبات الفاتيكان هي فضيحة بدأت في البداية بتسريبات لوثائق من الفاتيكان تكشف مزاعم بالفساد، بالإضافة إلى تحقيق داخلي في الفاتيكان كشف بشكل مزعوم عن ابتزاز أفراد من خارج الكنيسة لرجال دين ذو توجه جنسي مثلي. ونشر الصفحي الإيطالي «جيانلويجي نوزي» رسائل خاصة برئيس الأساقفة «كارلو ماريا فيغانو» حيث يتوسل فيها بعدم نقله بسبب مزاعم الفساد المنكشفة التي كلفت الكرسي الرسولي ملايين في تعاقدات عالية الأسعار. وتسمى هذه الفضيحة بأسم «فاتيليكس» هو لعب لفظي على كلمة «ويكيليكس» وهي المنظمة الإعلامية غير الربحية التي تهدف إلى نشر الأخبار والمعلومات للعامة.
تطور الوضع على مدى الأشهر التالية حيث تم تسريب وثائق إلى الصحفيين الإيطاليين كاشفة الصراع على السلطة داخل الفاتيكان مع جهوده لإظهار قدر أكبر من الشفافية المالية التي تتوافق مع المعايير الدولية لمكافحة غسل الأموال. ثم في أوائل عام 2012 ضجت عناوين الصحف عن تهديد محتمل بالقتل ضد البابا بنديكت السادس عشر وذلك من رسالة تحذيرية مجهولة المصدر. ثم تصاعدت الفضيحة في شهر مايو من عام 2012 وذلك عندما نشر الصحفي الإيطالي «نوزي» كتابا بعنوان «صاحب القداسة: الأوراق السرية لبنديكت السادس عشر» والتي تتألف من رسائل ومذكرات سرية بين البابا بنديكت وسكرتيره الشخصي حيث صار كتاباً مثيراً للجدل يصور الفاتيكان مرتعا للغيرة والتآمر والقتال الخفي بين الفصائل. ويكشف الكتاب تفاصيل عن التعاملات المالية الشخصية للبابا ويتضمن أيضاً حكايا عن رشاوي لامتلاك جمهور معه.

## التسريبات

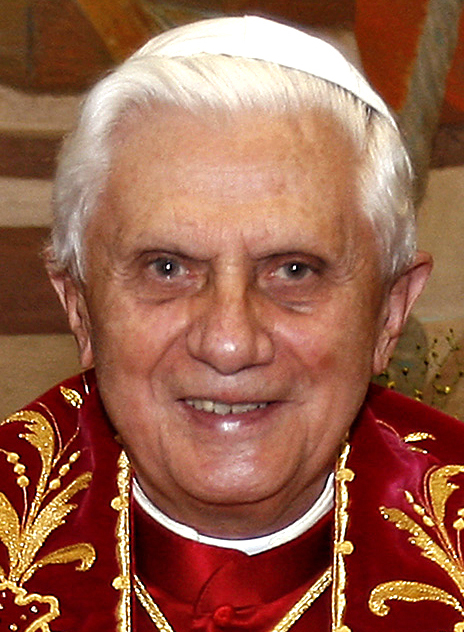
البابا بندكت الذي تسربت الوثائق في وقته، وأول بابا يستقيل منذ ستة قرون حينها.

ظهرت الفضيحة مبدئياً إلى النور في أواخر شهر يناير من عام 2012 في برنامج تلفزيوني يبث في إيطاليا تحت اسم «الذين لايمكن لمسُهم» (Gli intoccabili)،  ثم تصاعدت في شهر مايو من نفس العام عندما نشر الصحفي «جيانلويجي نوزي» كتابه «صاحب القداسة: الأوراق السرية لبنديكت السادس عشر» الذي يضم رسائل ومذكرت سرية.
من بين الوثائق كان هناك رسائل خطية إلى البابا وإلى سكرتير الدولة الكاردينال «تارسيزيو بيرتوني» من المندوب البابوي الحالي في الولايات المتحدة الأمريكية المطران الإيطالي «كارلو ماريا فيغانو» يشكو فيها من الفساد في معاملات الفاتيكان المالية وحملة تشهير تطاله. حيث توسل المطران، الذي يعتبر سابقا ذو ثاني أعلى مرتبة إدارية في مندوبي البابا، بعدم نقله بسبب مزاعم الفساد التي ظهرت والتي كلفت الكرسي الرسولي الملايين في عقود مرتفعة القيمة. إلا أن «جون ألين جونيور» يتوقع أن نقل فيرغانو قد يكون بسبب شخصيته عوضاً عن سياسته: «..لا تبدو هذه حول كاشف فساد جريء يحاول فضح تجاوزات وتشجيع إصلاحات، بل قد تبدو الدوافع شخصية وسياسية بشكل أكبر.»
وفي التسريبات، وثيقة أخرى مجهولة وصفت إحدى محادثات الكاردينال «باولو روميو» من باليرمو في صقلية حيث يتنبأ فيها بموعد موت البابا في غضون 12 شهر، ووفقاً لجون ألين فإن المعلومات المسربة لاتبدو قاتلة: «..ليس بكثرة محتوى التسريبات ولكن بالحقائق التي تحويها وتلك هي المشكلة الحقيقية».

## تحقيق الفاتيكان الداخلي

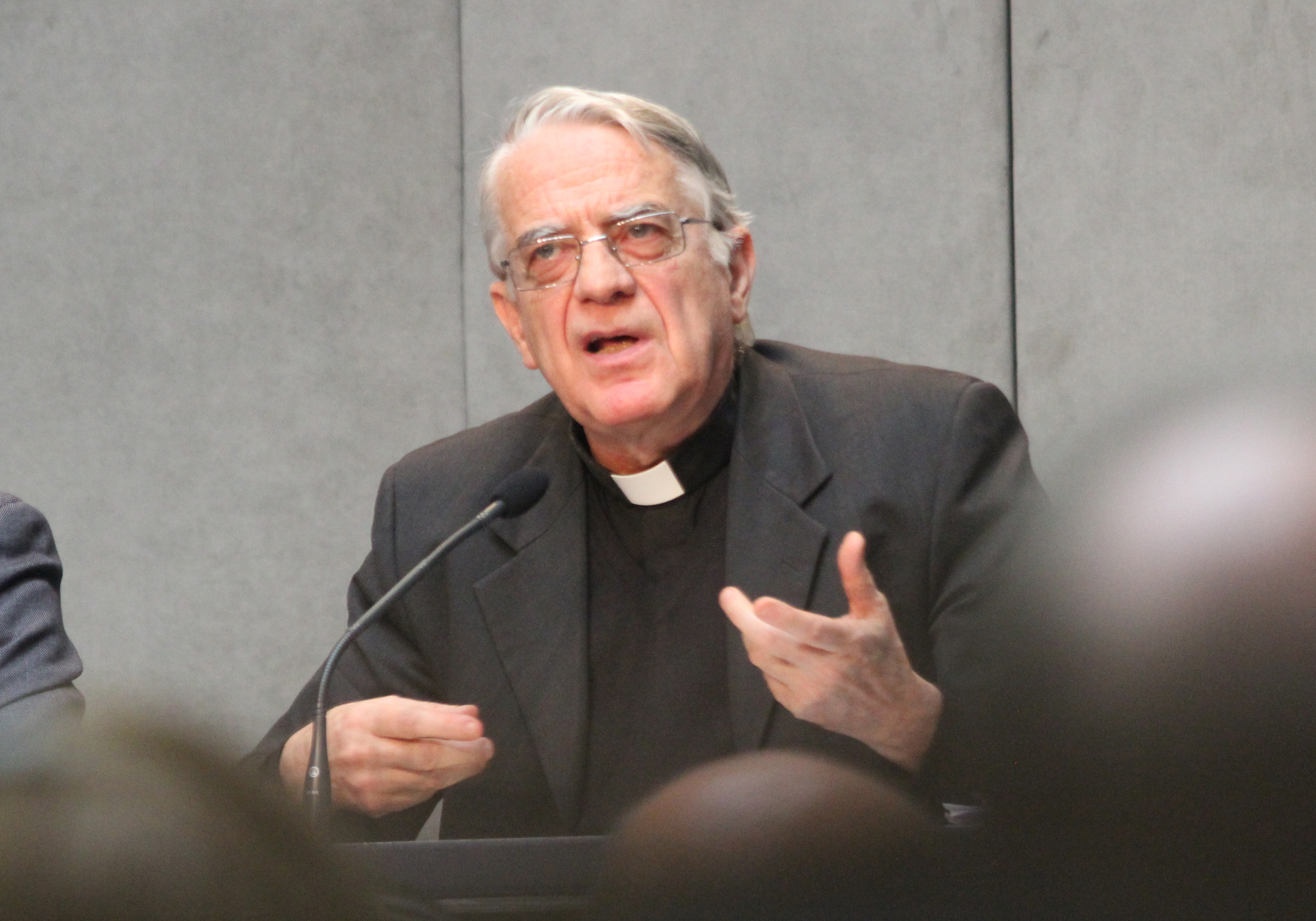
متحدث الفاتيكان، فيديريكو لومباردي

تحقيق الفاتيكان في التسريبات كان يعمل على عدة مسارات، فعمل مع قضاة الفاتيكان لمتابعة التحقيقات الجنائية ومع سكرتارية الدولة للتحقيقات الإدارية. ففي شهر مارس من عام 2012 عين البابا بنديكت لجنة من الكرادلة للتحقيق في التسريبات حيث عمل هؤلاء الثلاثة المعينين من قبل بنديكت بشكل رقابي وللنظر إلى ماهو أبعد من النطاق الجنائي للتسريبات عبر عمل مقابلات على نطاق واسع في بيروقراطية الفاتيكان ثم كشفوا مزاعم فضائح جنسية وابتزاز. حيث كانوا يرفعون تقاريرهم بشكل مباشر إلى البابا وربما تبادلوا معلومات مع نيابة الفاتيكان العامة أو حصلوا على معلومات منهم وذلك وفقا للمتحدث باسم الفاتيكان «فيديريكو لومباردي». تلك اللجنة كانت برئاسة الكاردينال «جوليان هيرانز» وهو أسقف أوبوس داي وكان رئيس مكتب الفاتيكان القانوني وكذلك اللجنة التأديبية في بيروقراطية الفاتيكان قبل أن يتقاعد.

## القبض على باولو غابرييلي
باولو غابرييلي كان الخادم الشخصي للبابا منذ عام 2007 وهو من قام بتسريب معلومات مسروقة إلى الصحفي جيانلويجي نوزي، حيث تم اعتقاله في 23 من شهر مايو لعالم 2012 بعدما تم العثور على رسائل وثائق سرية موجهة إلى البابا وغيره من مسؤولي الفاتيكان في شقته، وقد تم اعتقاله من قبل شرطة الفاتيكان التي ادعت العثور على وثائق سرية في شقته التي يتشاركها مع زوجته وثلاثة من الأطفال. وتم تسريب وثائق مماثلة في وسائل الاعلام الايطالية على مدى الخمسة أشهر التي سبقت القبض عليه حيث تحوي العديد من الوثائق على مزاعم فساد وإساءة استخدام للسلطة وعدم الشفافية المالية في الفاتيكان.

## الرد البابوي
علق البابا بنديكت في 30 مايو من عام 2012 بأول تعليق مباشر على الفضيحة عبر ظهوره الاسبوعي للعامة، وقال تلك إشاعات «مبالغ فيها» و«بلا مسوغات» وتعرض صورة خاطئة عن الكرسي الرسولي حيث علق «أحداث الأيام الأخيرة حول الكوريا (الإدارة البابوية) وأعواني جلبت الحزن لقلبي...أريد أن أجدد الثقة والتشجيع لأعواني القريبين ولجميع أولئك الذين يساعدوني بتضحية وبولاء وبصمت على إكمال مسيرتي الكنهوتية."
ثم عقد البابا بنديكت في 26 من يوليو اجتماع مع لجنة الكرادلة، وكان من ضمن الحضور رئيس شرطة الفاتيكان وأولئك القضاة العاملين في القضية وممثلين عن سكرتارية الفاتيكان للدولة وذلك وفقا لتقرير من فيديريكو لومباردي.

## محاكمة باولو غابرييلي والعفو البابوي
تم الإيعاز لقاضي الفاتيكان «بييرو أنطونيو بونيه» لفحص أدلة القضية ومن ثم إتخاد قرار عن ما إذا كان هناك أمور كافية للبدء في المحاكمة حيث يواجه غابرييلي عقوبة أقصاها ثمانية سنوات لحيازته وثائق لرئيس الدولة.
ثم تم عرض باولو غابرييلي على قاضي الفاتيكان الأول في الثالث عشر من أغسطس لعام 2012 عن السرقة المضاعفة، وجرت جلسة الاستماع الأولى في التاسع والعشرين من سبتمبر من نفس العام.
ثم بدأت محاكمة غابرييلي في الثاني من أكتوبر لعام 2012،  حيث إدعى أنه سرق الوثائق لمحاربة «الشر والفساد» وإعادة الفاتيكان «للمسار الصحيح». ومن خلال عدة فحصوات تقييمية لحالة غابرييلي النفسية ظهرت نتائج متضاربة، حيث لُخصت في تقرير واحد أن غابرييلي يعاني من «شخصية هشة مع ميول للارتياب تغطي انعدام للشخصية بشكل كبير» وعِقبهُ تقرير آخر وجد أن غابرييلي لم يظهر أي علامات كافية لاضطرابات نفسية كبرى وأنه لا يشكل أي تهديد خطير على نفسه أو على الآخرين. وذكرت شرطة الفاتيكان في المحكمة أنها ضبطت وثائق وأوراق سرية كان البابا قد علمها بعلامة «تُتلف» عندما تم مداهمة شقة غابرييلي.
وفي السادس من أكتوبر تم اعتبار باولو غابرييلي مذنباً بتهمة السرقة وحكم عليه بالسجن بعقوبة مخفضة لثمانية عشر شهرا وطُلب منه دفع النفقات القانونية. وقضى غابرييلي عقوبة الحبس في الفاتيكان نفسها بدلا من إرساله إلى سجن إيطالي كما جرت العادة بسبب مخاوف من أن يقوم بتسريب المزيد من الفضائح والأسرار. وقام بدنيكت السادس عشر بزيارة غابرييلي شخصيا والعفو عنه في الثاني والعشرين من ديسمبر لعام 2012.
وتم إدانة المتخصص بالحاسوب «كلاوديو شياربيلتي» العامل بسكرتارية الدولة بمزاعم تفيد بمساعدته لغابرييلي حيث تم إتهامه بعرقلة سير العدالة بناءاً على معلومات متضاربة قدمها إلى النيابة العامة. وحكم عليه بالسجن لمدة أربعة أشهر ومن ثم تم تعديلها إلى شهرين مع وقف التنفيذ مع بقاءه خمس سنوات تحت المراقبة بسبب سنواته الطويلة في الخدمة وعدم وجود سوابق جنائية لديه.

## أعقاب التحقيق

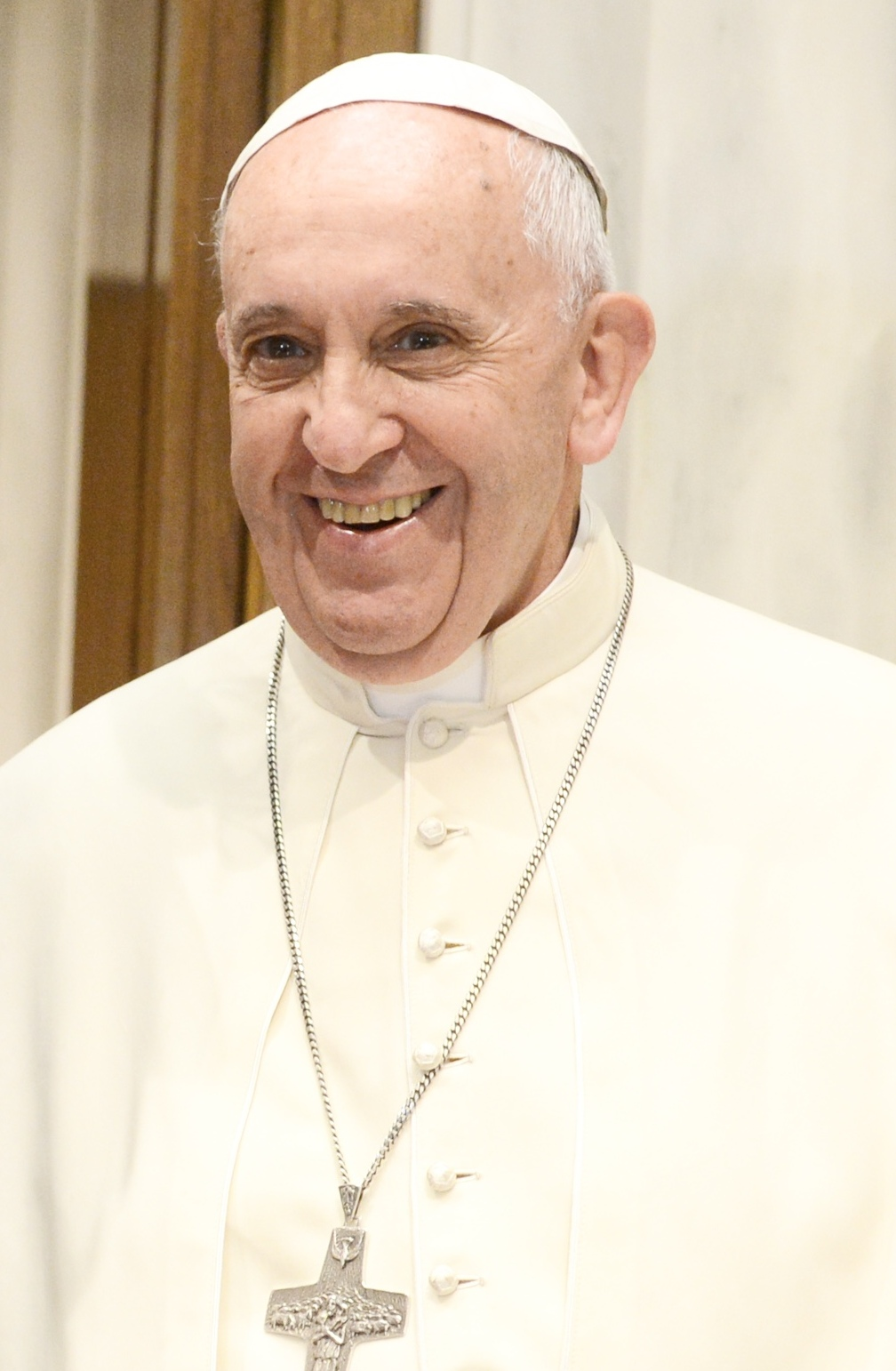
البابا فرانسيس خليفة البابا بندكت السادس عشر

أحد الأسباب المذكورة لإزاحة «إيتوري غوتي تيديشي» من رئاسة بنك الفاتيكان كانت «الفشل في تقديم أي شرح رسمي لانتشار الوثائق التي آخر ما عُلم عنها أنها كانت بحيازة الرئيس.»
وفي السابع عشر من شهر ديسمبر لعام 2012 تلقى البابا تقريرا عن «لوبيات الفاتيكان» قام بإعداده كلاً من الكرادلة جوليان هيرنانز وسالفاتوري دي جيورجي (رئيس أساقفة باليرمو السابق) وجوزيف تامكو. وبعدها بشهرين، وذلك في الثالث عشر من فبراير من عام 2013، إنتقد المتحدث باسم الفاتيكان فيديريكو لومباردي عبر إذاعة الفاتيكان وسائل الإعلام بشدة على تغطيتهم للتقرير بسبب تحول الفضيحة المالية المزعومة، وذلك من خلال تحقيق الكرادلة الداخلي، لفضيحة مثلية جنسية وابتزاز.
وعلى الرغم من أن الملف (الخاص بالتقرير) كان متاحاً للبابا بنديكت السادس عشر والمحققين أنفسهم إلا أن المحقيين كانت لديهم الحرية لمناقشة نتائج التحقيق مع الكرادلة الناخبين من المجمع المغلق (لعام 2013) والملف نفسه تم تسليمه لخليفة بندكيت البابا فرانسيس. وفي شهر مارس من عام 2013 ذكر لومباردي أن «اثنين أو ثلاثة هواتف» تم التصنت عليها.
وفي الثاني عشر من شهر يونيو لعام 2013 أفادت أنباء أن ملاحظات من محادثة خاصة مسربة من محادثة بين البابا فرنسيس ومسؤولين كاثوليكيين في مؤتمر أمريكا اللاتينية للتدين (CLAR) تؤكد وجود «تيار من الفساد» وأنه «لوبي المثليين تم ذكره، وهو صحيح، وموجود... نحتاج أن نرى ماذا يمكننا فعله». ووفقا لصحيفة لا ريبوبليكا فإن «محققي الفاتيكان قد حددوا شبكة من الأساقفة المثليين». ولم يعلق المتحدث باسم الفاتيكان فيديريكو لومباردي على التصريحات التي تم الإدلاء بها في «اجتماع خاص».
وفي شهر يوليو من عام 2016 برأت محكمة الفاتيكان اثنين من الصحفيين المتورطين في محاكمة تسريبات الفاتيكان «فاتيليكس» حيث أُشير أن حرية التعبير هي السبب. وأعلن القاضي جوزيبي ديلا توري رئيس المحكمة العليا في دولة الفاتيكان أن «المحكمة لاتملك سلطة مشروعة على جيانلويجي نوزي واميليانو فيتيبالدي» إلا أنه على النقيض فقد تم الحكم على المونسنيور لوسيو بالدا بالسجن لمدة ثمانية عشر شهرا في السجن وعقوبته بدأت في الثاني والعشرين من شهر أغسطس في زنزانة داخل حدود الفاتيكان. والمطالبات بالعفو البابوي عنه قوبلت بالصمت حتى الآن.